# Нерубайка (притока Інгульця)
Нерубайка — річка в Україні, у Олександрівському районі Кіровоградської області. Ліва притока Інгульця (басейн Дніпра)..

## Опис
Довжина річки приблизно 8,3 км. На деяких ділянках пересихає.

## Розташування
Бере початок на північно-східній стороні від Григорівки. Тече переважно на північний схід через Михайлівку і впадає в річку Інгулець, праву притоку Дніпра. 
Річку перетинає автошлях Т 1207.